# 酸化空
酸化空（さんかぞら）はACIDMANのインディーズファーストミニアルバムである。2002年3月6日に発売。現在のところミニアルバムはこの作品だけである。ジャケットに使用されたロールシャッハ・テストのような模様はしばらくACIDMANのシンボルマークとなった。裏ジャケットのアーティスト写真では、一悟の髭がない。

## 収録曲
1. 8 to 1(intro)（1:11）
インスト。「創」バージョンとは全く異なる。sumibomb(ball room)という人がゲストボーカルで参加している。佐藤曰く「ベースのリズムが明らかにズレている」
2. 今、透明か（4:56）
「Loop」にアルバムバージョンが収録された。初めてPVが制作された曲でもある。
3. SILENCE（3:21）
「創」に再録された
4. 酸化空（4:11）
アルバムのリード曲。歌詞の中にゲーテの最期の言葉「もっと光を」が登場する
5. FREE WHITE（2:32）
全英語詞。歌詞カードの中に『　　』という箇所があるが、実際は『space』（スペース）と歌われている。佐藤曰く「かず子」

全曲、作詞：オオキ ノブオ　作曲・アレンジ・プロデュース：ACIDMAN